# Heidgen (Bergisch Gladbach)
Heidgen ist ein Ortsteil im Stadtteil Katterbach in Bergisch Gladbach.

## Geschichte
Der Name Heidgen geht auf den Siedlungsnamen Heidchen zurück, den das Urkataster im Bereich der heutigen Straße verzeichnet. Heidchen bezeichnete eine frühneuzeitliche Hofgründung, die für 1731 als am Heydtgen urkundlich belegt ist. Sie wurde 1820 in der Form Heydgen erwähnt. Im späten 18. Jahrhundert gab es hier bereits drei Hofstellen. Der Name weist auf eine Heidelandschaft hin, die mit Heidekräutern, Ginster und Buschwerk bestanden war.
Der Ort ist auf der Topographischen Aufnahme der Rheinlande von 1824 als Heidchen und ab der Preußischen Uraufnahme von 1840 auf Messtischblättern regelmäßig als Heidgen verzeichnet. Der Ort gehörte zur politischen und katholischen Gemeinde Paffrath.
| Jahr | Einwohner | Wohn- gebäude | Kategorie | Bemerkung     |
| ---- | --------- | ------------- | --------- | ------------- |
| 1822 | 15        |               | Hofstelle | Heidchen gen. |
| 1830 | 19        |               | Hofstelle |               |
| 1871 | 40        | 6             | Hofstelle | Heidchen gen. |
| 1885 | 36        | 8             | Wohnplatz |               |
| 1895 | 35        | 8             | Wohnplatz |               |
| 1905 | 29        | 7             | Wohnplatz |               |